# Belle Delphine
Mary-Belle Kirschner (Cidade do Cabo, 23 de outubro de 1999), mais conhecida como Belle Delphine, é uma celebridade da internet, atriz pornográfica, modelo e youtuber inglesa, nascida na África do Sul. Sua conta no Instagram apresenta erótica e cosplay modeling. Suas postagens na plataforma eram frequentemente influenciadas por memes populares e tendências. Os meios de comunicação a descreveram como uma "e-girl" e um cruzamento entre uma troll da Internet e uma artista de performance. Delphine também foi citada como uma influência no estilo e-girl comumente adotado pelos usuários do TikTok.
A persona online de Delphine começou em 2018, por meio de seu cosplay modeling no Instagram. Em meados de 2019, ela ganhou notoriedade criando uma conta satírica Pornhub e vendendo seu produto "GamerGirl Bath Water" por meio de sua loja online. Pouco depois, sua conta no Instagram foi excluída devido a violações das diretrizes da comunidade. Após um hiato de outubro de 2019 a junho de 2020, ela abriu uma conta no OnlyFans, na qual posta conteúdo adulto. Ela também começou a enviar vídeos musicais em sua conta do YouTube, que frequentemente funcionava como promoções para sua conta no OnlyFans.

## Primeiros anos
Delphine nasceu na África do Sul em 23 de outubro de 1999. Ela foi criada em uma família devota ao cristianismo. Depois que seus pais se divorciaram, ela e sua mãe se mudaram para a Inglaterra e se estabeleceram em Lymington, Hampshire. Ela frequentou a Priestlands School, mas desistiu aos 14 anos devido a cyberbullying. Nessa época, ela foi tratada para depressão. Ela encontrou trabalho como garçonete, babá e barista. Ela começou a postar fotos de seu cosplay em sua conta do Facebook, que mais tarde foi excluída, e descreveu suas antigas postagens de cosplay como "[de] baixa resolução e pouco iluminadas".

## Carreira na Internet

### Primeiros anos e modelagem no Instagram
Delphine tem uma conta no Instagram desde 2015. Em julho de 2016, ela registrou uma conta no YouTube e, em agosto, carregou um vídeo que era um tutorial de maquiagem. Em 2018, Delphine começou a enviar regularmente fotos de sua modelagem no Instagram, que tinha uma estética autoproclamada de "gatinha elfa estranha", usando acessórios como perucas rosa, meias altas e orelhas de gato. Ela também produzia regularmente conteúdo relacionado a cosplaying, que incluiu personagens como Harley Quinn e D.Va. Em março de 2018, Delphine lançou uma conta no Patreon, onde os apoiadores podiam receber acesso a conjuntos de fotos auto-descritas como "obscenas". Em setembro, ela carregou um segundo vídeo no YouTube com um tour em seu quarto. A Rolling Stone notou que seu estilo neste segundo vídeo está mais em linha com aquele que ela mais tarde adotou durante sua ascensão à proeminência, que eles descreveram como "estrela pornô alienígena da Disney".
A contagem de seguidores do Instagram de Delphine aumentou de 850 mil em novembro de 2018 para 4,2 milhões em julho de 2019. Seu conteúdo começou a incluir de forma notável e frequente expressões faciais de ahegao, que são expressões exageradas que significam um orgasmo frequentemente apresentadas em animes adultos. A Complex afirmou que "ela postou clipes de si mesma comendo timidamente um ovo cru, com casca e tudo. Um pergaminho em sua alimentação tem a mesma probabilidade de encontrar armadilhas de sede coloridas, assim como de ver fotos dela brincando com um polvo morto." À medida que sua popularidade crescia, Delphine começou a gerar polêmica por seu conteúdo. Em janeiro de 2019, a criadora de conteúdo adulto Indigo White alegou que, quando era menor de idade, Delphine usava fotos nuas de outras trabalhadoras do sexo e as representava como suas. Um vídeo de fevereiro, no qual Delphine dançou uma música sobre suicídio enquanto segurava uma arma, também gerou polêmica. Pouco depois de ser postado, falsos rumores sobre sua morte circularam online.
Delphine foi listada como estando envolvida com três empresas que foram incorporadas entre outubro de 2018 e julho de 2019: Innovative Artists, Plain Jane Investments e Belle Store. A Innovative Artists e a Plain Jane Investments também listam um indivíduo chamado Joshua John Gray, com Gray saindo da Innovative Artists em 2019. A Innovative Artists era anteriormente denominada Belle Delphine Limited.

### Conta no Pornhub e GamerGirl Bath Water
Em junho de 2019, Delphine fez uma postagem no Instagram em que prometia criar uma conta no Pornhub se a postagem atingisse 1 milhão de curtidas. O Pornhub respondeu ao post, chamando-o de "a melhor notícia". O post rapidamente ganhou mais de 1,8 milhão de curtidas; como prometido, Delphine criou uma conta no Pornhub, para a qual carregou 12 vídeos. Os vídeos eram trollagens com títulos e miniaturas enganosos e não eram sexualmente explícitos. Cada um dos vídeos recebeu taxas ruins de gosteis para não gosteis, variando entre 66% e 77% de não gosteis. O Pornhub Insights publicou um relatório de estatísticas detalhando que os vídeos de Delphine se tornaram os mais rejeitados na história do site. Um dos vídeos, intitulado "PEWDIEPIE goes all the way INSIDE Belle Delphine", era um clipe de um minuto que apresentava "uma Delphine coberta de orelhas de gato comendo uma foto do youtuber PewDiePie, piscando o tempo todo." O vídeo atraiu uma resposta similarmente satírica de PewDiePie. Mais tarde, em 2019, Delphine foi indicada a um Pornhub Award. Em dezembro, o relatório anual de estatísticas do Pornhub listou Delphine como a celebridade mais pesquisada em 2019, e "Belle Delphine" também foi o quarto termo mais pesquisado do site em geral durante o ano.

Em 1 de julho de 2019, Delphine lançou sua loja online, incluindo um produto chamado "GamerGirl Bath Water" (lit. "água de banho de garota gamer). O produto foi comercializado como o resto da água de seu banho em um frasco e custava 24 libras. Delphine afirmou que a ideia do produto veio de comentários de fãs constantes em suas fotos dizendo que beberiam sua água de banho. Na venda inicial do produto, Delphine acrescentou a observação: "Essa água não é para beber e só deve ser usada para fins sentimentais". O primeiro lote se esgotou em três dias. A GamerGirl Bath Water foi recebida com polêmica, cobertura da mídia e memes da Internet. Dois dias depois que o produto de água de banho se esgotou, um site foi criado para tentar capitalizar seu sucesso, vendendo "GamerGirl Pee" por pouco menos de dez mil dólares; isto foi confirmado como não associado a Delphine. @BakeRises, um usuário do Twitter banido desde então, fabricou uma manchete alegando que o produto da Delphine causou um surto de herpes, que foi desmascarada. Respostas em vídeo no YouTube também surgiram mostrando indivíduos supostamente bebendo, cozinhando e vaporizando a água do banho.
EJ Dickson, da Rolling Stone, observou que a resposta dos meios de comunicação alternou entre "ridicularizar os fãs de Delphine por sua ingenuidade e aplaudi-la por seu conhecimento de marketing". Katie Bishop, escrevendo para o The Guardian, relatou que a venda foi "amplamente ridicularizada". A International Business Times escreveu que "enquanto algumas pessoas se divertiram com a ideia de comprar a água do banho de alguém, outros disseram que qualquer pessoa que comprou a GamerGirl Bath Water estava 'triste' e 'patética'". Patricia Hernandez da Polygon comentou que "Talvez isso pareça uma coisa estranha de se fazer, mas é muito semelhante ao fenômeno da trabalhadora de sexo vendendo itens íntimos, como calcinhas". Hernandez também opinou: "O que é curioso sobre a agitação lateral de Delphine aqui é que parece ser uma mistura de negócios e arte performática de próximo nível. No vídeo que anuncia a água do banho, ela chama isso de façanha. E se você olhar para sua obra mais ampla no Instagram, o trabalho de Delphine é definido por sua vontade de ir lá".
Em uma entrevista de julho de 2019 para o The Guardian, Delphine afirmou: "Tenho sorte. Posso fazer coisas malucas e ver o mundo reagir a isso, e há definitivamente prazer nisso, mesmo que às vezes seja um pouco assustador. Eu tenho uma reação maior ao meu conteúdo mais estranho, mas acho que isso só é possível porque eu também faço conteúdo ousado". Ela acrescentou: "Acho que tem sido incrível e divertido, mas é hora de seguir em frente. Tenho um diário ao lado da minha cama cheio de ideias malucas. Não tenho certeza do que vai superar isso, mas estou ansiosa para ver o que virá a seguir".

### Banimento do Instagram e hiato nas redes sociais
Em 19 de julho de 2019, a conta do Instagram de Delphine foi banida. Um porta-voz do Instagram afirmou que sua conta violou as diretrizes da comunidade, embora a postagem ou o motivo específico não tenham sido fornecidos. Na época da proibição, a conta @belle.delphine tinha acumulado mais de 4,5 milhões de seguidores, de acordo com a Business Insider e o Social Blade. Delphine afirmou que entrou em contato com o Instagram para restaurar sua conta.
Delphine continuou usando suas contas no Patreon e no Twitter. A certa altura, sua conta no Patreon tinha mais de 4.400 apoiadores. A Polygon observou que "pelo menos um homem" gastou 2 500 dólares em troca de uma conversa pessoal via Skype com Delphine. No final de agosto, Delphine se tornou inativa em suas plataformas de mídia social, fazendo muitos apoiadores do Patreon acreditarem que estavam sendo enganados pelo conteúdo futuro prometido.
Em 7 de outubro de 2019, Delphine tuitou uma imagem de uma foto sua, com uma legenda detalhando que ela foi presa. A imagem continha uma marca d'água do "Serviço da Polícia Metropolitana", embora não houvesse nenhuma prova externa de uma prisão da Polícia Metropolitana ou de outra natureza. Delphine afirmou mais tarde que alguém havia roubado seu hamster de estimação em uma festa e que ela vandalizou o carro dessa pessoa em retaliação, resultando em sua prisão. Publicações online e usuários questionaram a autenticidade de suas afirmações. Delphine carregou seu quarto vídeo no YouTube em novembro de 2019, antes de fazer uma pausa.

### Transição para o OnlyFans e conteúdo pornográfico
Em junho de 2020, Delphine voltou às redes sociais com um videoclipe no YouTube parodiando a canção "Gooba" do rapper estadunidense 6ix9ine. O vídeo também promoveu suas contas recém-lançadas no Instagram, TikTok e OnlyFans. Mais tarde, ela foi banida do TikTok. A The Spectator e a Business Insider relataram que sua conta OnlyFans atrai mais de 1 milhão de libras por mês. Em setembro, Delphine carregou um videoclipe para a música "Plushie Gun" de Doll.ia, que mostrava ela rebolando, lambendo uma lâmina de barbear e brincando com armas de brinquedo.
Em 20 de novembro de 2020, o canal da Delphine no YouTube foi encerrado sem aviso "devido a violações múltiplas ou graves da política do YouTube sobre nudez ou conteúdo sexual". Antes disso, muitos de seus vídeos já tinham restrição de idade para conteúdo adulto. Seu canal tinha cerca de 1,8 milhão de assinantes e 78 milhões de visualizações antes de seu encerramento. A rescisão atraiu críticas tanto da Delphine quanto do público geral do YouTube, que questionou se havia um duplo padrão entre celebridades convencionais e criadores de conteúdo independentes como Delphine. Seu canal foi logo reintegrado no YouTube, atribuindo o encerramento a "um erro da equipe de revisão". Por volta dessa época, Delphine começou a postar conteúdo adulto e explícito em sua conta do Twitter. Em 25 de dezembro de 2020, ela carregou pornografia hardcore caseira com seu namorado em sua conta no OnlyFans.
Em 2021, Delphine postou imagens de uma sessão de fotos de um sequestro encenado, que levou vários usuários do Twitter a acusá-la de promover estupro. Delphine defendeu seu post, afirmando que "não há nada de errado em desfrutar de power-play e BDSM onde ambas as pessoas estão consentindo."

## Recepção da mídia e imagem pública

O rosto ahegao de Belle Delphine atraiu considerável atenção da mídia online.

A personalidade e o conteúdo de Delphine atraíram a curiosidade e o escrutínio de usuários online e também de meios de comunicação. Vários meios de comunicação, incluindo Business Insider, The Cut, Kotaku e Polygon a descreveu como uma "troll", e várias instâncias de sua atividade online como "façanhas". Muitos desses veículos também afirmam que o conteúdo frequentemente erótico de Delphine tem uma camada satírica e irônica. A própria Delphine vê sua modelagem como se encaixando na categoria de erotismo, mas em dezembro de 2020, quando questionada se considera sua atividade online uma arte performática, Delphine contestou a ideia. Em vez disso, ela descreveu suas ações como "apenas piadas" e passou a dizer que gosta de "brincar" online, chamando a internet de "um lugar realmente divertido para provocar e mexer".
Escrevendo para a Vice, Kitty Guo descreveu o humor de Delphine como "irônico e deliberadamente nojento", e comentou que suas fotos de modelo têm um "glamour elegante". Bishop escreveu que Delphine "alcançou com sucesso uma subcultura online criando conteúdo que existe em algum lugar entre pegadinhas na Internet e modelagem erótica. Para muitos de seus seguidores, Delphine é uma personalidade antes de ser uma modelo pornográfica". Alex Galbraith, escrevendo para a Complex, comentou que suas façanhas "excepcionalmente estranhas" "parecem estar satirizando toda a ideia de sensualidade". Escrevendo para a Kotaku, Joshua Rivera opinou que a sexualidade aberta no conteúdo de Delphine era apresentada satiricamente, "dada sua longa lista de façanhas que todas tendem a subverter ou brincar com tropos fetichistas bem estabelecidos". Sobre a sexualidade encontrada em suas postagens de mídia social, James Cook do The Telegraph comentou sobre Delphine fazer parte de "uma nova geração de celebridades principalmente jovens da mídia social que encontrou uma maneira de aproveitar a cultura da internet obsessiva e sexualizada para ganhar grandes quantias de dinheiro", embora de uma "forma duvidosa".
Sua associação com uma imagem e-girl foi coberta na mídia, com publicações que a citaram como influenciadora da estética e-girl comumente encontrada no TikTok. A Kotaku e a Business Insider descreveram Delphine como uma "e-girl autoconsciente de ponta", e como uma figura que alguns podem apontar como "um símbolo da primeira onda de e-girl", respectivamente. Sua associação com uma imagem de gamer girl e seus tropos também foi reconhecida. Após o sucesso do produto GamerGirl Bath Water, Rivera opinou que "até mesmo a noção de 'água do banho de gamer girl' brinca com todos os tipos de estereótipos sobre as mulheres nos jogos e como alguns homens as veem: como unicórnios míticos para cobiçar". EJ Dickson da Rolling Stone descreveu as postagens de Delphine como sendo mais "bizarras" e "ridículas", ao invés de "abertamente sexuais", e opinou que "Tal conteúdo parece indicar que Delphine está inclinada a — se não abertamente parodiando — a percepção da garota ideal como uma garota quente e inocente cujo desejo de jogar Fortnite é apenas eclipsado por seu desejo por um pau de garoto gamer nerd". Dickson também opinou sobre por que Delphine atrai tanta controvérsia, escrevendo que:
Delphine se anuncia como uma 'gamer girl', que se envolve com um estereótipo muito específico sobre as mulheres nos jogos. Na comunidade de jogos, há uma percepção de longa data das jogadoras como buscadoras desesperadas de atenção que se sexualizam para obter mais visualizações e aproveitar o desejo dos caras excitados por contrapartes nerds do sexo feminino.
Lela London, escrevendo para o The Telegraph, opinou que "para as mulheres realmente escaparem do controle de gênero dos jogos, precisamos elevar mais Gamer Girls não fetichizadas ao topo. Belle Delphine é a prova de que ainda há um longo caminho a percorrer." Aoife Wilson, chefe de vídeo da Eurogamer, por outro lado, comentou positivamente sobre a persona e o conteúdo online de Delphine, afirmando que "[Delphine] é uma mulher de negócios incrivelmente experiente. Ela conquistou muitos seguidores online através de seu amor por cosplay e sua capacidade de replicar rostos ahegao na vida real. Ela manteve esse ímpeto se envolvendo com seus seguidores e tentando coisas novas, sempre contornando a linha entre sexy e surreal. Ela absolutamente conhece seu público".
A polarização da presença de Delphine na mídia social também foi notada, com o London Evening Standard escrevendo que ela "gerou uma onda de debate online, com os fãs marcando-a de tudo, desde um mestre manipulador a um perigoso estereótipo sexista de garotas gamer." A Business Insider citou a resposta de um fã em particular, que comparou a Delphine a um "Andy Warhol de 2019". Citando-a como "uma troll surrealista que se tornou demais para o Instagram", a Business Insider classificou Delphine em 89.º lugar na edição de 2019 de sua lista UK Tech 100. O objetivo da lista é apresentar as cem "pessoas mais interessantes, inovadoras e influentes que estão moldando o cenário de tecnologia do Reino Unido".
O uso de temas da cultura popular japonesa em seu conteúdo também foi examinado. Dickson escreveu que as referências à cultura japonesa no conteúdo de Delphine geraram críticas, já que ela foi "acusada de racismo e apropriação cultural em seu cosplay, além de capitalizar na erotização de garotas". Por outro lado, a performancista adulta japonesa Marica Hase afirmou: "Eu vejo seus personagens de mangás como mais uma homenagem e não racistas."

## Vida pessoal
Delphine tem um namorado, que muitas vezes serve como fotógrafo de seu conteúdo de modelagem e opta por permanecer anônimo. Ele se apresentou anonimamente com ela em sua estreia no pornô hardcore, que foi lançado em sua conta no OnlyFans em dezembro de 2020.

## Prêmios e indicações
| Ano  | Prêmio         | Categoria          | Indicação | Resultado | Ref.          |
| ---- | -------------- | ------------------ | --------- | --------- | ------------- |
| 2019 | Pornhub Awards | Melhor Celebridade | Ela mesma | Venceu    | [ 57 ] [ 58 ] |